# Naturreservat Skogsö

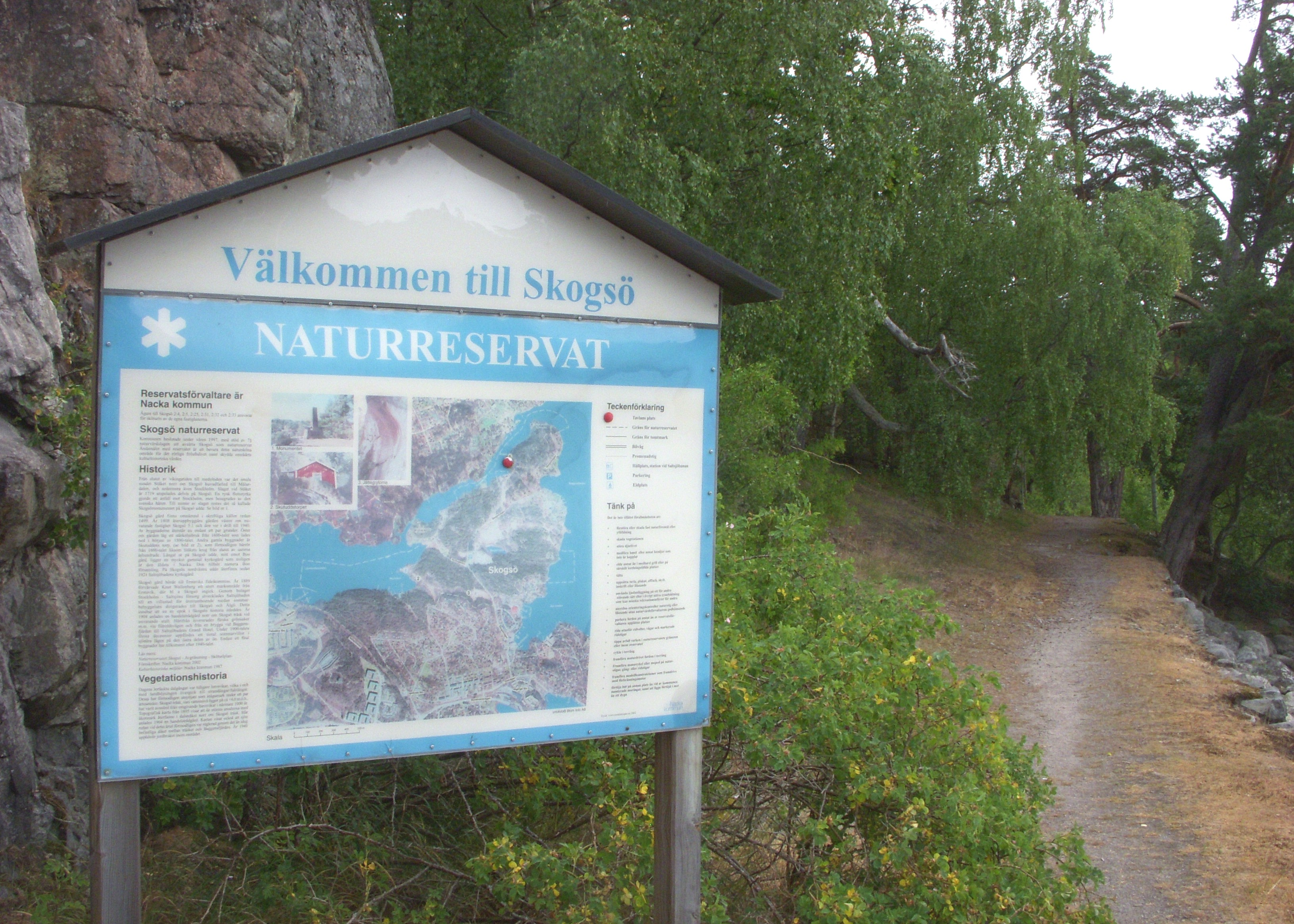
Informationstafel am Eingang zum Naturreservat Skogsö

Das Naturreservat Skogsö ist ein Naturschutzgebiet im Norden von Saltsjöbaden in der Gemeinde Nacka. Das Reservat erstreckt sich über die gesamte Halbinsel Skogsö und grenzt im Westen an die kleine Ortschaft Fisksätra. Im Norden folgt die Grenze des Naturreservates der Wasserlinie des Baggenstäket. Die südliche Grenze ist der Ort Igelboda. Das Reservat erstreckt sich über eine Fläche von ca. 150 ha, darunter etwa 35 Hektar Wasserfläche, und wurde im Jahre 1997 errichtet.

## Natur
Das Herz des Reservates ist die Halbinsel Skogsö. Das hügelige bewaldete Gelände wird von kleinen Tälern durchzogen. An den Rändern des Naturschutzgebietes befinden sich vorwiegend Wiesen und Weiden. Das gesamte Gebiet des Reservates war vor 2000 Jahren noch ein dichter Wald. Erst durch das rasante Wachstum der schwedischen Hauptstadt Stockholm und der umliegenden Gemeinden im 16. Jahrhundert wurden Teile der Waldflächen abgeholzt und für den Ackerbau genutzt.
In der Mitte des Reservates sind die Skogsö-Sümpf. Diese waren vor rund 1000 Jahren noch mit dem umliegenden Meerwasser verbunden. Durch den gesunkenen Wasserspiegel ist diese Verbindung unterbrochen worden.
Im Naturschutzgebiet gibt es unterschiedliche Lebensräume wie Kiefernwälder, feuchte Fichtenwälder, Laubwald und altes Ackerland. In der Vergangenheit sind hier seltenen Pflanzen und Tieren entdeckt worden.
Auf einer topografischen Karte von 1895 erkennt man, dass die größere Fläche des Ackerlandes ursprünglich der nördliche Bereich der Skogsö-Sümpfe war. 1940 wurde die landwirtschaftliche Nutzung des Gebietes eingestellt. Die Hügel hundert Meter westlich der Kreuzung von Övägen und Moravägen sind mehrere Gletschertöpfe, die bei der letzten Eiszeit entstanden sind.

## Historie
Im Naturreservat Skogsö kann man viele Zeugnisse vergangener Zeiten finden. Die älteste Fundstelle ist aus der Wikingerzeit. Bereits in der Eisenzeit war der Baggensstäket eine wichtige Fahrrinne zwischen der Ostsee und dem Mälarsee. Aus dieser Zeit stammen in den Felsen gehauene Steinforts, außerdem gibt es mehrere Grabstätten aus dieser Zeit.
Im 17. Jahrhundert wurde auf der Halbinsel der alte Friedhof von Boo errichtet. Er liegt im Nordosten des Reservates und ist heute der älteste Friedhof von Nacka, wird aber nicht mehr genutzt.
Im August 1719 fand auf der Halbinsel das Gefecht bei Södra Stäket statt. Einer weit unterlegenen schwedischen Armee gelang es, eine russische Invasion zu verhindern. Der wichtigste Teil dieses Kampfes fand nördlich der Skogsö-Sümpfe statt. Die getöteten schwedischen Soldaten wurden vermutlich auf dem alten Friedhof von Boo begraben. Das Skogsömonument (Einweihung 1905) erinnert an diesen Kampf.
Auch die Überreste der Stäket-Redoute, die einst auf einem kleinen Hügel gelegen war, sind noch zu erkennen. Die Verteidigungsanlage wurde Anfang des 18. Jahrhunderts im Auftrag von Baltzar von Dahlheim, Kommandant der Festung Vaxholm, zur Absicherung der Bucht und der Durchfahrt Richtung Stockholm errichtet.

## Bilder

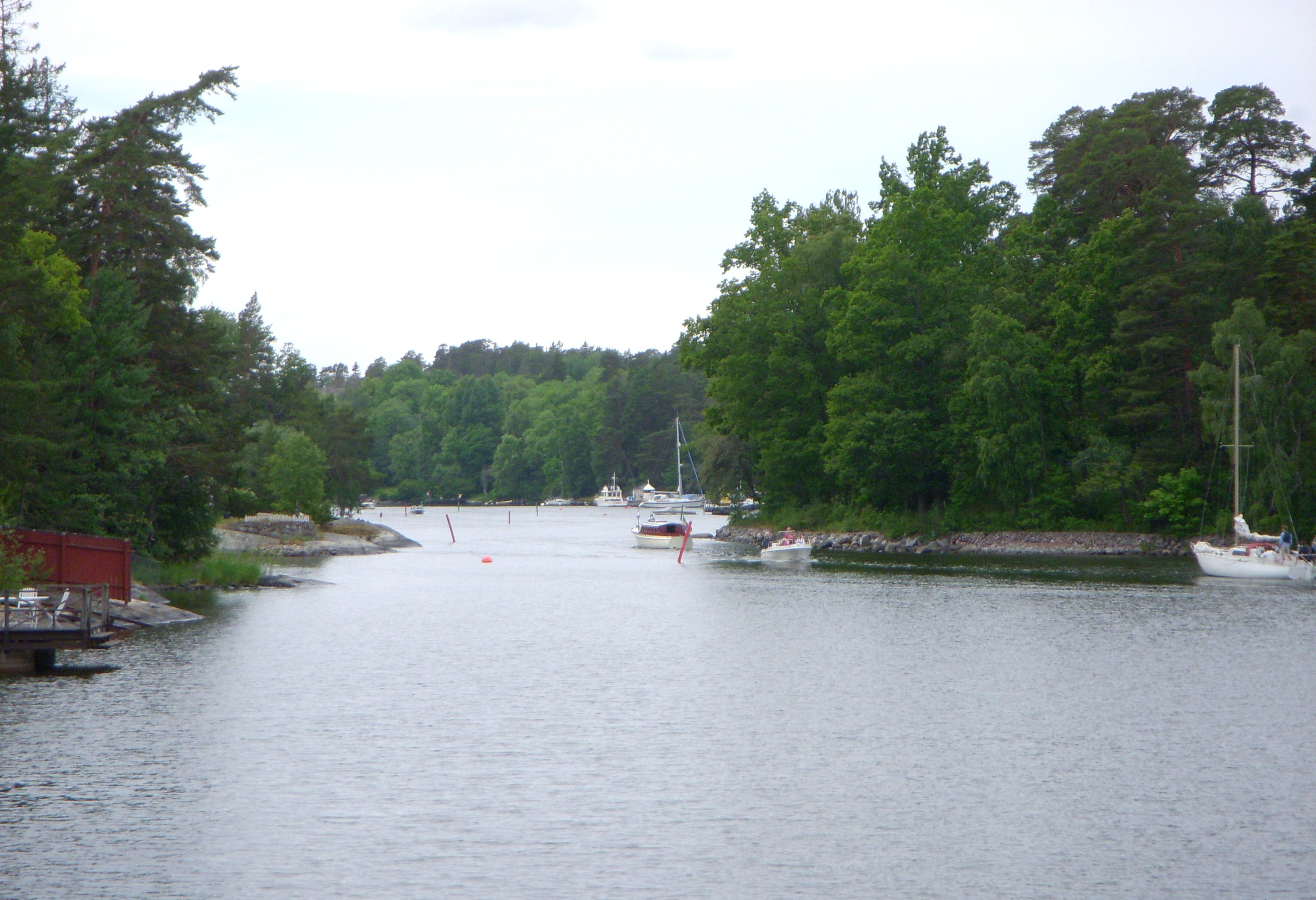
Blick in den Baggenstäket
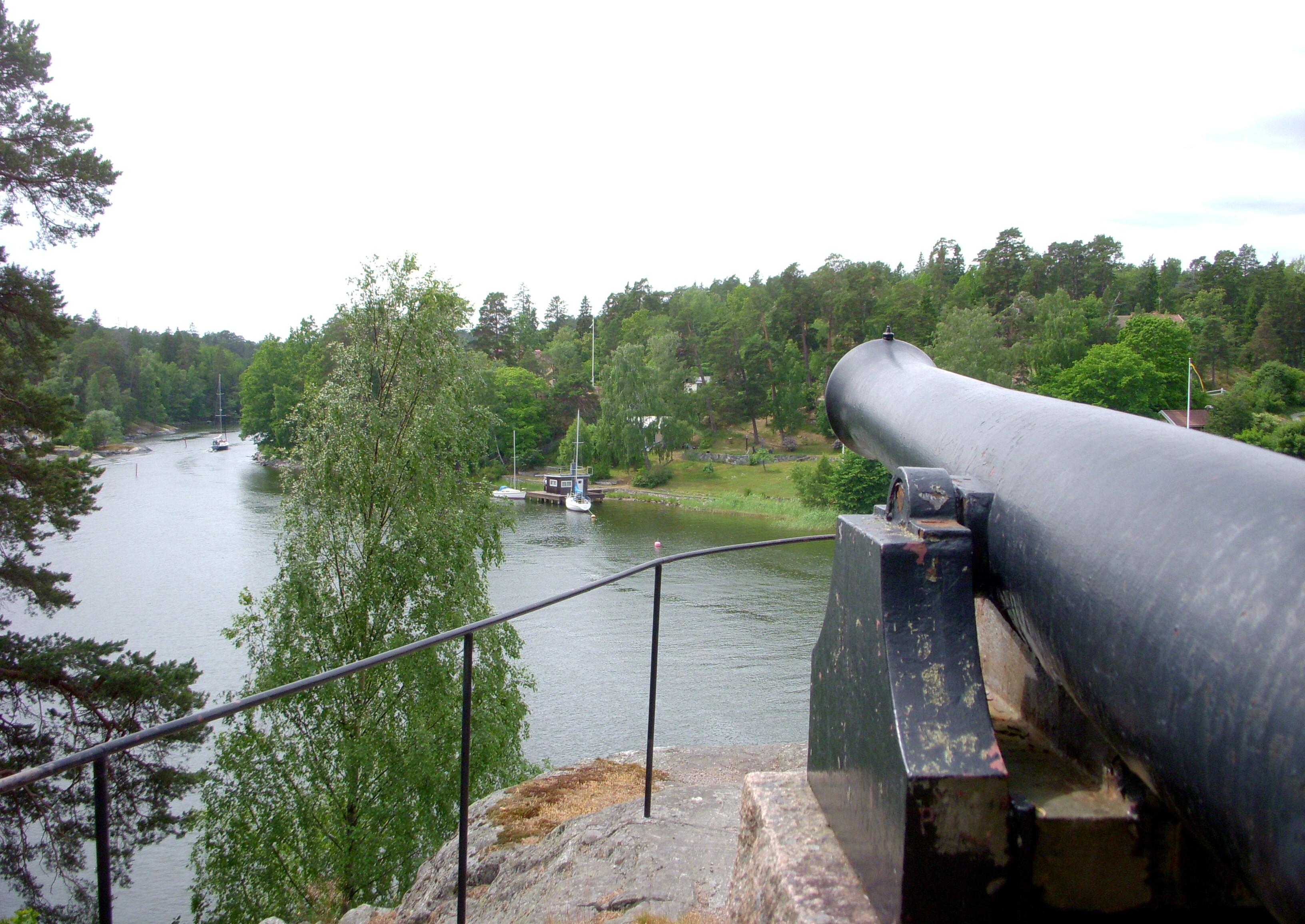
Skogsömonument
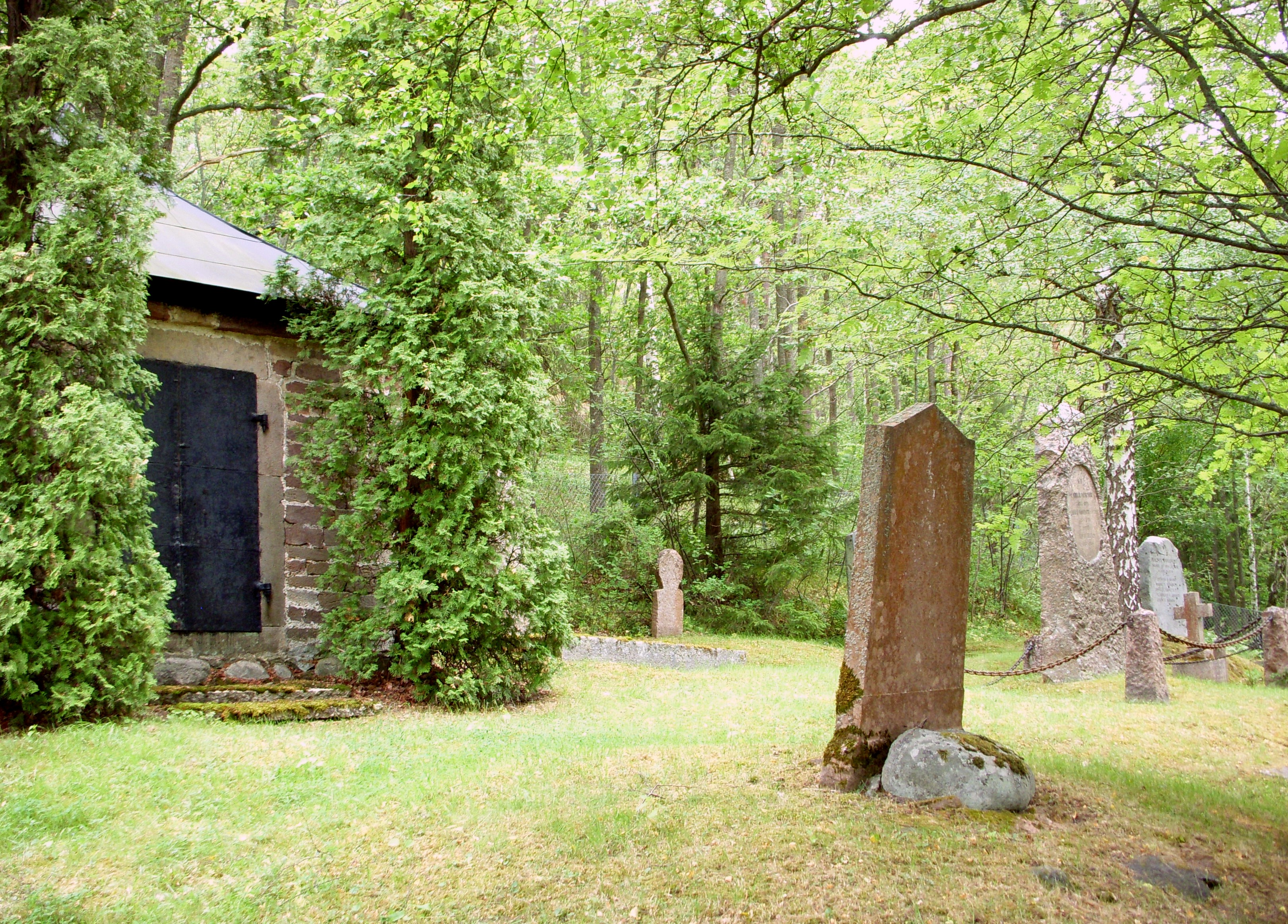
Alter Friedhof von Boo
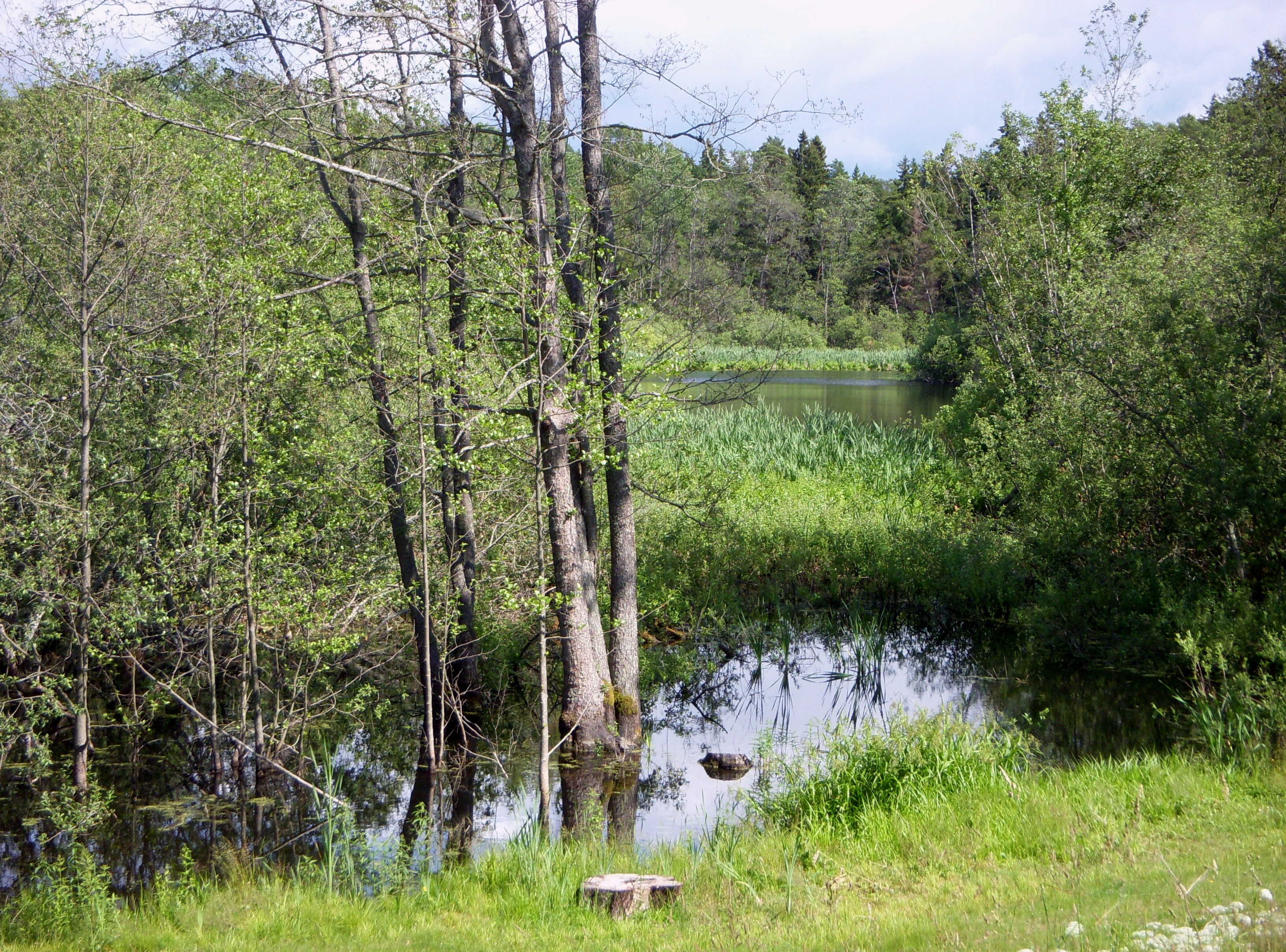
Skogsö-Sumpf